# L'anello dei re
L'anello dei re è un romanzo di Marco Buticchi, pubblicato da Longanesi nel 2005.
Il libro ha avuto numerose ristampe ed è stato tradotto in tedesco.

## Trama
Un attentato a New York semina il panico tra la popolazione, ma si tratta solo di un primo caso di una serie di agguati verso la popolazione musulmana. Il rivendicatore si firma "Giusto in nome di Dio" e imprime sulle sue lettere il sigillo a 6 punte del re Salomone. Si alternano quindi le vicende dei possessori dell'anello. Dalla Venezia del 1300 si passa al fronte carsico della Grande Guerra e poi fino alla dittatura di Ceaușescu in Romania. Questi flashback si alternano alla ricerca del "Giusto" da parte di Oswald Breil e Sara Terracini. Dopo numerosi colpi di scena, intrighi di potere, di cui sono protagonisti anche personaggi realmente esistiti, i protagonisti riescono a scoprire la vera identità del "Giusto" e a evitare l'ennesimo massacro.

## Edizioni
- Marco Buticchi, L'anello dei re, collana La gaja scienza, Milano, Longanesi, 16 giugno 2005,  p. 531, ISBN 9788830420182.
- Marco Buticchi, Profezia, Teadue, Milano, TEA, 2007,  p. 531, ISBN 9788850212842.
- Marco Buticchi, Profezia, Best TEA, Milano, TEA, 2010,  p. 531, ISBN 9788850221110.
- Marco Buticchi, Profezia, Tea più, Milano, TEA, 7 novembre 2019,  p. 531, ISBN 9788850255603.
- (DE)  Marco Buticchi, Das Salomon-Siegel: Thriller, Aus dem Italienischen von Karin Diemerling, München, Zürich, Piper, 2011.